# 穆克林·本·阿卜杜勒-阿齐兹·阿勒沙特
穆克林·本·阿卜杜勒-阿齐兹·阿勒沙特（阿拉伯语：‎；1945年9月15日—）是沙特阿拉伯前任王储，沙特阿拉伯现任国王萨勒曼·本·阿卜杜勒-阿齐兹·阿勒沙特的异母弟，沙特阿拉伯首任国王阿卜杜勒-阿齐兹·本·阿卜杜拉赫曼·本·费萨尔·阿勒沙特第35子，在世儿子中最年幼者，2015年1月23日继任王储兼第一副首相。2015年4月29日，萨勒曼国王发布国王令，穆克林被免去他的王储和第一副首相职务，侄子穆罕默德·本·纳伊夫成为新王储。

## 经历
穆克林出生于1945年9月15日，为阿卜杜勒阿齐兹国王第35子，也是在世的最年幼儿子，母亲巴拉卡（Baraka Al Yamaniyah）来自也门，是阿卜杜勒阿齐兹国王的第18位妃子。
穆克林就读于利雅得模型学院（Riyadh Model Institute），1968年毕业于英国克兰韦尔皇军空军学院，获得航空学位和空军上尉军衔。1974年他还获得了美国总参谋学院文凭，相当于一个硕士学位。
1965年穆克林进入沙特空军，成为一名战斗机飞行员，1970年任沙特空军第2飛行中队中队长，从1973年至1977年在空军中任职，之后被任命为空中作战主任、空军作战和计划总裁。1980年离开空军出任哈伊勒省省长，1999年改任麦地那省省长。任内发展教育和提高卫生服务设施，受法赫德国王之命在朝圣时期实现城市现代化，以应对反政府浪潮和朝圣时期反王室示威。他被认为是传统主义者，致力于促进传统价值观。
2005年10月出任沙特情报机构穆卡巴拉综合情报局（رئاسة الاستخبارات العامة，Al Mukhabarat Al A'amah）的总监，2007年与美军配合打击基地组织。2012年7月19日，情报总监一职由班达尔·本·苏尔坦继任，穆克林改任阿卜杜拉国王的顾问和特使，负责东南亚巴基斯坦等国事务。
穆克林因从来没有腐败或其他负面活动而受到沙特人民欢迎，被认为是阿卜杜拉国王的长期盟友之一。2013年2月1日，阿卜杜拉国王任命他为第二副首相，被视为沙特王位第二继承人。
2015年1月23日，阿卜杜拉国王去世，萨勒曼王储继位，穆克林成为沙特阿拉伯王储和第一副首相。虽然穆克林成为王储，但在侄子第二副首相穆罕默德·本·纳伊夫和萨勒曼国王之子国防大臣穆罕默德·本·萨勒曼·沙特的强势下，王储地位变得空洞，被边缘化。三个月后，2015年4月29日，萨勒曼国王发布国王令，说他沿着已故兄弟阿卜杜拉国王开创的道路，为国家最高领导层挑选最为合适人选。根据穆克林的个人意愿，免去他的王储和第一副首相职务。副王储纳伊夫接任王储，同时兼任第一副首相、内政大臣、国家政治和安全委员会主席。

## 个人
穆克林亲王妻子阿布塔（Abta bint Hamoud Al Rashid），在穆克林担任麦地那省长时是妇女委员会主席。两人有14个孩子。
- 女儿：Mudahawi、Layla、Mishail、Abta、Nuf、Lamiya、Jawahir、Sara。
- 儿子：法赫德·宾·穆克林、Abdul Aziz、Faysal、图尔基（英语：Turki bin Muqrin bin Abdul-Aziz）、曼苏尔（英语：Mansour bin Muqrin）和Bandur。[32]图尔基王子在土耳其创办了一家房地产公司，也是吉达Rabigh Wings航空学院CEO和飞行员[33]，以及沙特航空俱乐部董事会成员[34]。穆克林据说喜欢天文学、文学和阿拉伯诗歌，他有一个很大的图书馆。[16]